# Central Baddibu
Central Baddibu est un district de la division de North Bank en Gambie. En 2013, sa population était de 13 938 habitants.

## Source de la traduction
- (de) Cet article est partiellement ou en totalité issu de l’article de Wikipédia en allemand intitulé « Central Baddibu » (voir la liste des auteurs).